# Tommy Noonan

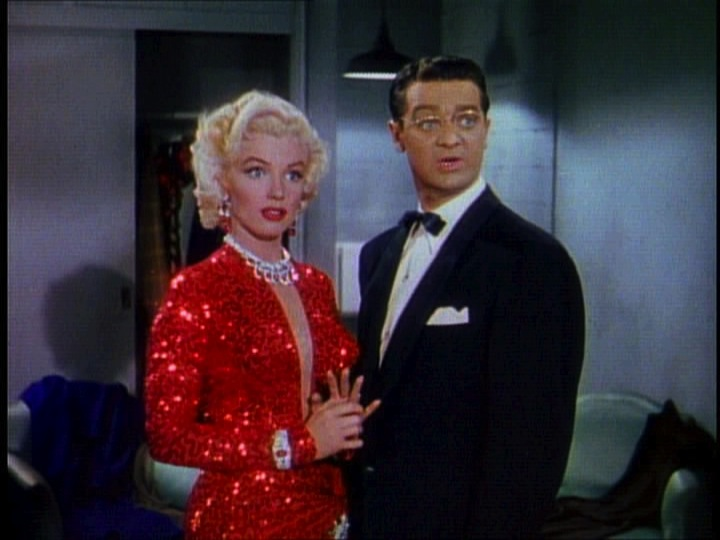
Marilyn Monroe och Tommy Noonan i Herrar föredrar blondiner (1953).

Tommy Noonan, född 29 april 1922 i Bellingham, Washington, död 24 april 1968 i Woodland Hills, Los Angeles, Kalifornien, var en amerikansk skådespelare.

## Filmografi i urval
- 1949 – Knock-Out
- 1949 – Adams revben
- 1949 – På främmande mark
- 1953 – Herrar föredrar blondiner
- 1954 - En stjärna föds
- 1955 – Farlig lördag
- 1955 – Ursäkta om vi stör
- 1956 – Ambassadörens dotter
- 1957 – Kär i tre